# Hommes
Hommes é uma comuna francesa na região administrativa do Centro, no departamento Indre-et-Loire. Estende-se por uma área de 29,45 km². Em 2010 a comuna tinha 891 habitantes (densidade: 30,3 hab./km²).